# Пихта Каваками
 Пихта Каваками (лат. Abies kawakamii) — вечнозелёное однодомное дерево; вид рода Пихта семейства Сосновые (Pinaceae). Эндемичное растение, встречающееся в естественных условиях только на острове Тайвань в горных районах на высоте 2400—3800 метров над уровнем моря. Местное название: кит. 台湾冷杉 (звучит: «тайвань ленг шань»).
Дерево занесено в опубликованный в 1998 году Красный список угрожаемых видов, категория NT (низкий риск, угроза возможна).

## Ботаническое описание
Высокое дерево до 35 метров, диаметр ствола до 1 метра. Кора серо-коричневая, чешуйчатая. Молодые побеги жёлто-коричневые, опушённые; с возрастом становятся коричневыми или коричнево-серыми. Зимние почки шаровидные, смолистые. Иглы короткие и узкие 1—2,8 см х 1,5—2 мм, ярко-зелёные, с двумя белыми устьичными полосками. Шишки мелкие, молодые — тёмно-фиолетовые, продолговато-яйцевидные или овальные.
Внешне вид очень похож на пихту Мариса, отличаясь от последней более узкой хвоей, короткими шишками и чёрными семенами.